# Моджо, Паоло
Паоло Моджо (англ. Paolo Mojo) — лондонский диджей и продюсер, выпускающий и играющий музыку в стиле хаус, тек-хаус, техно, электро и диско. Выпустил первую компиляцию на лейбле Renaissance Digital, которая была первым миксом, выпущенным эксклюзивно для iTunes.

## Дискография

### СинглыиEP
- Back In The Day (12") Sabotage Systems 2003
- Dirty Bwaad (12", Ltd) Orc Music 2004
- Kunteebumm (12") Music Is Freedom 2004
- Discotech EP (12") Honchos Music 2005
- Motor Strings (12") Sensei 2005
- 1983 (12") Pryda Friends 2006
- Everybody (Drop Kick) (12") Oosh 2006
- Rukus (12") Saved Records 2006
- Darkplace (12") Oosh 2007
- JMJ (12", Single) Oosh 2007
- Brooksong (12") Oosh 2008
- Interstellar, Oosh 2008
- Nightlaw / Home (12") Oosh 2008
- Paris EP (File, MP3) Oosh 2008
- Ron Hardy Said (12") Mouseville 2008
- The Dancer (12") Oosh 2008
- Alininha (CDr, Single, Promo) Cr2 Records 2009
- Deus Ex Machina (12", EP) Oosh 2009
- Lauda (12") Oosh 2009
- Crazy For You (3xFile, MP3, 320) Noir Music 2010
- He’s The Man (3xFile, MP3, 320) Younan Music 2010

### Компиляции
- Balance 009 (2xCD) EQ Recordings 2006[1]
- Renaissance Digital 01 (File, MP3) Renaissance 2007

### Ремиксы
- Cosmic Cons (12")
- Dammelo (12") Alternative Route Recordings 2004